# Облакът Атлас
 Тази статия е за романа на Дейвид Мичъл.  За филма вижте Облакът Атлас (филм).  
„Облакът атлас“ е роман от британския писател Дейвид Мичъл, издаден през 2004 година и номиниран за наградата Букър. През 2012 г. излиза филмовата адаптация на романа.
Състои се от шест истории, подредени една в друга, които превеждат читателя през различни времена и места – от 19 век в Тихия океан до далечно, постапокалиптично бъдеще на Хаваите.
- През 19. век на борда на кораб, който пресича Тихия океан, американски адвокат завързва приятелство с нелегален пасажер – избягал от робство чернокож.[2]
- През 30-те години на 20. век в Англия млад гей става сътрудник на самовлюбен, капризен и безскрупулен композитор.
- През 1973 година журналистка от Сан Франциско се сдобива с компрометираща информация, отнасяща се до местната ядрена електроцентрала.[2]
- В наши дни британски издател търси спасение от претендиращите за дял в печалбата му гангстери.[2]
- В Ню Сеул през 2114 година очарователна сервитьорка-клонинг възглавява революционното движение срещу антихуманната обществена система.[2]
- През 24. век безмилостни канибали застрашават съществуването на малкото селище потомци, населено с оцелелите от глобалната ядрена катастрофа.[2]
- В далечното бъдеще извънземна експедиция посещава нашата планета и се натъква на враждуващи кланове.[2]

Историите на пръв поглед нямат допирни точки. Това, което ги обединява, са ситуациите, проблематиката, предизвикателствата пред персонажите и изпитанията на моралните им ценности. В хода на повествованието авторът разкрива връзката между отделните герои, как се преплитат съдбите им и как душите им се носят във времето и пространството като облаци в небето.